# Cisano sul Neva
Cisano sul Neva (en ligur Cisan) és un comune italià, situat a la regió de la Ligúria i a la província de Savona. El 2015 tenia 2.085 habitants.

## Geografia
Té una superfície de 12,27 km² i les frazioni de Cenesi, Conscente, Martinetto i Pianboschi. Limita amb Albenga, Arnasco, Balestrino, Ceriale i Zuccarello.

## Evolució demogràfica
| Gràfica d'evolució de Cisano sul Neva entre 1861 i 2011 |
|                                                         |
| Font: ISTAT                                             |